# Musée de Chypre
Le musée de Chypre, officiellement musée chypriote (grec moderne : Κυπριακό Μουσείο / Kypriakó Mousío), aussi appelé musée archéologique de Chypre (Αρχαιολογικό Μουσείο της Κύπρου / Archeoloyikó Mousío tis Kýprou), est un musée à Nicosie, fondé en 1882.